# Air des bijoux
L’Air des bijoux (« Ah ! je ris de me voir si belle en ce miroir ») est un air d'opéra pour soprano créé en 1859. Il est chanté au troisième acte par le personnage de Marguerite dans l’opéra Faust de Charles Gounod. Le livret est de Jules Barbier et de Michel Carré. 
Cet air compte parmi les plus fameux airs d'opéra. Dans Les Aventures de Tintin d'Hergé, c'est l'air fétiche de la cantatrice Bianca Castafiore.

## Interprétation
Il est question dans cet air des bijoux d'une métamorphose, celle d'une jeune fille qui se trouvait laide, en une femme sûre de sa beauté.

## Paroles
Ah ! je ris de me voir / Si belle en ce miroir ! (x2) 
Est-ce toi, Marguerite ?
Est-ce toi ?
Réponds-moi ! (x2)
Réponds, réponds, réponds vite !
Non ! non ! ce n'est plus toi !
Non ! non ! Ce n'est plus ton visage !
C'est la fille d'un roi ! (x2) 
Ce n'est plus toi ! (x2)
C'est la fille d'un roi, 
Qu'on salue au passage !
Ah ! s'il était ici !
S'il me voyait ainsi !
Comme une demoiselle / Il me trouverait belle ! (x3)
Achevons la métamorphose !
Il me tarde encor d'essayer 
Le bracelet et le collier. 
Elle se pare du collier d'abord, puis du bracelet.
Se levant
Dieu ! c'est comme une main qui sur moi se pose !

Ah ! je ris de me voir / Si belle en ce miroir ! (x2)
Est-ce toi, Marguerite ?
Est-ce toi ?
Réponds-moi ! (x2)
Réponds, réponds, réponds vite !
Ah ! s'il était ici !
S'il me voyait ainsi !
Comme une demoiselle / Il me trouverait belle ! (x3)
Marguerite, ce n'est plus toi !
Ce n'est plus ton visage !
Non ! C'est la fille d'un roi, 
Qu'on salue au passage !

## Autres usages
Dans les bandes-dessinés de Tintin selon Hergé, la cantatrice italienne Bianca Castafiore était reconnue mondialement pour ses prestations de « l'air des bijoux »,.